# Clive Owen
Clive Owen (* 3. října 1964, Coventry, West Midlands, Anglie) je anglický herec, držitel Zlatého glóbu.

## Osobní život
Narodil se Pamele a Jess Owenovým jako čtvrtý z pěti bratrů. Otec byl countryovým zpěvákem a rodinu opustil ve věku Clivových tří let. Až na krátkodobé usmíření během dospívání zůstali oba vzájemně odcizení. V roce 1987 Clive absolvoval Královskou akademii dramatických umění. Následně získal místo v souboru Young Vic Theatre Company, hrající několik Shakespearových her. Jako Romeo v představení Romeo a Julie se setkal se svou budoucí ženou Sarah-Jane Fentonovou, která hrála Julii. Svatba proběhla v roce 1995. Z manželství vzešly dvě dcery Hannah a Eve. V současnosti bydlí s rodinou ve vesnici Highgate na severu Londýna, sídlo má také ve vesnici Wrabness, v severní části hrabství Essex.
V roce 1988 zahájil jak televizní kariéru (rolí psychopata v seriálu Chancer), tak i filmovou (snímek Vroom). Dosavadním vrcholem jeho filmového herectví je vedlejší role kožního lékaře Laryho ve snímku Na dotek z roku 2004. Již předtím se objevil ve stejnojmenné divadelní hře produkované ve West Endu a na Broadwayi, kde ztvárnil jinou postavu Danyho. Za filmové zpracování role Laryho získal anglickou cenu BAFTA a také Zlatý glóbus, dále byl nominován na Oscara pro nejlepšího herce ve vedlejší roli. V roce 2005 se objevil ve snímku Sin City - Město hříchu, který vznikl na komiksový námět. Ztvárnil zde roli detektiva Dwighta McCarthyho ve stylu noir. Ve stejném roce byl zmiňován v souvislosti s převzetím role Jamese Bonda v sérii filmů o Agentovi 007 po herci Pierceovi Brosnanovi. Říjnový výzkum veřejného mínění ve Spojeném království (SkyNews) ukázal, že je považován za nejlepšího kandidáta na tuto roli. Ve stejném měsíci bylo však oznámeno, že by se postavy agenta měl zhostit Daniel Craig.

## Filmografie

### Film
| Rok  | Název                          | Role                    | Poznámky                                     |
| ---- | ------------------------------ | ----------------------- | -------------------------------------------- |
| 1988 | Vroom                          | Jake                    |                                              |
| 1991 | Zavři mi oči                   | Richard                 |                                              |
| 1993 | Století                        | Paul Reisner            |                                              |
| 1994 | The Turnaround                 | Nick Sharman            |                                              |
| 1996 | Zločin z vášně                 | Jake Golden             |                                              |
| 1996 | Sharman                        | Nick Sharman            |                                              |
| 1997 | Krupiér                        | Jack Manfred            |                                              |
| 1997 | Bent                           | Max                     |                                              |
| 2000 | Zamřížovaná zahrada            | Colin Briggs            |                                              |
| 2001 | The Hire                       | řidič                   |                                              |
| 2001 | Gosford Park                   | Robert Parks            |                                              |
| 2001 | Walk On By                     | scenárista              |                                              |
| 2002 | Agent bez minulosti            | Profesor                |                                              |
| 2003 | Hranice zlomu                  | Nick Callahan           |                                              |
| 2003 | Pomsta bratra                  | Will                    |                                              |
| 2004 | Na dotek                       | Larry                   | Ceny Zlatý glóbus a BAFTA Nominace na Oscara |
| 2004 | Král Artuš                     | Král Artuš              |                                              |
| 2005 | Hra s nevěrou                  | Charles Schine          |                                              |
| 2005 | Sin City – město hříchu        | Dwight McCarthy         |                                              |
| 2006 | Potomci lidí                   | Theo Faron              |                                              |
| 2006 | Spojenec                       | Dalton Russell          |                                              |
| 2006 | Růžový panter                  | Nigel Boswell/Agent 006 |                                              |
| 2007 | Královna Alžběta: Zlatý věk    | Sir Walter Raleigh      |                                              |
| 2007 | Sejmi je všechny               | Smith                   |                                              |
| 2009 | International                  | Louis Salinger          |                                              |
| 2009 | Dvojí hra                      | Ray Koval               |                                              |
| 2009 | Kluci jsou zpět                | Joe Warr                |                                              |
| 2010 | Trust                          | Will                    |                                              |
| 2011 | Nezvaní hosté                  | John Farrow             |                                              |
| 2011 | Elitní zabijáci                | Spike                   |                                              |
| 2012 | Shadow Dancer                  | Mac                     |                                              |
| 2013 | Slova nebo obrazy?             | Jack Marcus             |                                              |
| 2013 | Pokrevní pouto                 | Chris                   |                                              |
| 2015 | Last Knights                   | Raiden                  |                                              |
| 2016 | The Confirmation               | Walt                    |                                              |
| 2017 | Valerian a město tisíce planet | Arun Filitt             |                                              |
| 2017 | Killer in Red                  | Floyd                   | krátkometrážní film                          |
| 2018 | Ophelia                        | Claudius                |                                              |
| 2018 | Anon                           | Sal Frieland            |                                              |
| 2019 | The Informer                   | Montgomery              |                                              |
| 2019 | Píseň jmen                     | Dovidl                  |                                              |
| 2019 | Blíženec                       | Clay Varris             |                                              |

### Televize
| Rok           | Název                                       | Role                      | Poznámky                               |
| ------------- | ------------------------------------------- | ------------------------- | -------------------------------------- |
| 1987          | Rockliffe's Babies                          | PC Parslew                | díl: „Up the down Escalator“           |
| 1988          | Boon                                        | Geoff                     | díl: „Peacemaker“                      |
| 1989          | Precious Bane                               | Gideon Sarn               | TV film                                |
| 1990          | Lorna Doone                                 | John Ridd                 | TV film                                |
| 1990–91       | Hazardér                                    | Derek Love/Stephen Crane  | hlavní role, 20 dílů                   |
| 1993          | Ročník 61                                   | Devin O'Neil              | TV film                                |
| 1993          | The Magician                                | Det. Con. George Byrne    | TV film                                |
| 1994          | The Return of the Native                    | Damon Wildeve             | TV film                                |
| 1994          | Zbraň poslední zkázy                        | Dov                       | TV film                                |
| 1994          | An Evening with Gary Lineker                | Bill                      | TV film                                |
| 1994          | Nobody's Children                           | Bratu                     | TV film                                |
| 1995–1996     | Screen Two                                  | Paul/Diggory Venn         | 2 díly                                 |
| 1995          | Bad Boy Blues                               | Paul                      | TV film                                |
| 1996          | Sharman                                     | Nick Sharman              | hlavní role, 4 díly                    |
| 1998          | The Echo                                    | Michael Deacon            | mini-série, 2 díly                     |
| 1999          | Zlomek vteřiny                              | Michael Anderson          | TV film                                |
| 1999          | Vyšetřování naslepo                         | DCI Ross Tanner           | TV film                                |
| 2000          | Vyšetřování naslepo II – Schovávaná         | DCI Ross Tanner           | TV film                                |
| 2000          | Vyšetřování naslepo II – Náměsíčná          | DCI Ross Tanner           | TV film                                |
| 2000          | Vyšetřování naslepo II – Království slepých | DCI Ross Tanner           | TV film                                |
| 2007          | Komparz                                     | Sám sebe                  | díl: „The Extra Special Series Finale“ |
| 2007          | Hypnose homee                               | Sám sebe                  | krátkometrážní televizní film          |
| 2012          | Hemingway & Gellhorn                        | Ernest Hemingway          | TV film                                |
| 2012          | Being: Liverpool                            | Vypravěč                  | díl: „Silver Shovel“                   |
| 2014–2015     | Knick: Doktoři bez hranic                   | Dr. John W. Thackery      | hlavní role, 20 dílů                   |
| 2020          | American Crime Story                        | William Jefferson Clinton | hlavní role                            |
| bude oznámeno | Lisey's Story                               | Scott Landon              | mini-série                             |

### Videohry
| Rok  | Název                      | Role         | Poznámky |
| ---- | -------------------------- | ------------ | -------- |
| 1996 | Privateer 2: The Darkening | Ser Lev Aris |          |